# Бумер 2 (игра)
«Бумер 2» — российская компьютерная игра в жанрах интерактивного кино и шутера от первого лица, разработанная российской компанией СофтКлаб и изданная компанией 1C. Выход состоялся 17 марта 2006 года. Игра является альтернативным развитием событий фильма.

## Геймплей
Протагонистами игры являются Костя «Кот», Димон «Ошпаренный» и Дашка. В игре всего 15 уровней и на каждом всего одна цель, выживать. Игрок должен будет наводить курсор на врагов и стрелять в них, нажатием на левую кнопку мыши и перезаряжать оружие, нажатием на правую кнопку мыши. Если игрок будет медлить перед врагами, то враги выстрелят и убьют игрока, а Димон будет ругать игрока, что надо реагировать на появление врагов быстрее. Враги не будут нападать все разом, они всегда будут нападать на игрока только по одному (кроме бонусного уровня для взрослых, который доступен после прохождения всех основных уровней в игре).

## Критика
| Сводный рейтинг       | Сводный рейтинг |
| Агрегатор             | Оценка          |
| --------------------- | --------------- |
| «Критиканство»        | 24/100          |
| Русскоязычные издания |                 |
| Издание               | Оценка          |
| Absolute Games        | 18 %            |
| «Игромания»           | 3,5             |
| «VRgames»             | 3/10            |

Игра получила разгромные рецензии в российских игровых изданиях. Absolute Games дал игре оценку 18 %, что указывает на «кошмарно». Игру ругали за то, что в игре все враги в основном атакуют только по одному, а не все разом, что камера принимает разом косые углы, чтобы целиться было сложнее и за вид врагов женского пола в коротких юбках, которых при их смертях якобы снимал оператор извращенец. Игромания заявила, что идея сделать игру в стиле фильма с живыми актёрами была архаизмом, поскольку это давно устаревший жанр игры ещё с 1993 года, а также ругала игру за то, что она вся — один большой реверанс. Большинство ругали игру за то, что она проходится очень быстро всего за один час.
«Критиканство» поставила игре 24 баллов из 100 на основе 3 рецензий. «VRgames» выдала игре три балла из десяти, заявив, что вторая часть игры по сравнению с предшественником стала хуже и халтурнее.

Обсуждать, с упоением утаптывая в землю очередной перл, порожденный, впрочем, как и все остальные из когорты таковых, предрассудками запада, знаете ли, как-то больше и не хочется. Все-таки в реальной жизни и без того хватает проблем почище этой...— «Виртуальные радости» шутер Обзор № 77 Бумер

## Комментарии
1. ↑  В самой игре данный уровень назван с орфографической ошибкой.